# Coupe d'Irlande de football 1936-1937
Navigation
Édition précédente Édition suivante
La Coupe d'Irlande de football 1936-1937, en anglais The Football Association of Ireland Challenge Cup, est la 16e édition de la Coupe d'Irlande de football organisée par la Fédération d'Irlande de football. La compétition commence le 9 janvier 1937, pour se terminer le 18 avril 1936. Le Waterford Football Club remporte pour la première fois la compétition en battant en finale le Saint James's Gate Football Club.

## Organisation
La compétition rassemble les douze clubs évoluant dans le championnat d'Irlande auxquels s'ajoutent quatre clubs évoluant dans les championnats provinciaux du Munster et du Leinster : Fearons Athletic, Queen's Park, Evergreen et Longford Town.
Les matchs ont lieu sur le terrain du premier nommé. En cas d'égalité un match d'appui est organisé sur le terrain du deuxième tiré au sort.

## Premier tour
Les matchs se déroulent les 9 et 10 janvier 1936. Les matchs d'appui se déroulent les 13, 14 et 21 janvier.
| Club recevant                    | Score | Club visiteur                    | Date           |
| -------------------------------- | ----- | -------------------------------- | -------------- |
| Fearons Athletic                 | 4-1   | Bray Unknowns                    | 9 janvier 1937 |
| Shelbourne FC                    | 1-1   | Saint James's Gate Football Club | 9 janvier      |
| Saint James's Gate Football Club | 4-2   | Shelbourne FC                    | 13 janvier     |
| Cork FC                          | 3-2   | Queen's Park                     | 10 janvier     |
| Drumcondra FC                    | 1-1   | Brideville Football Club         | 10 janvier     |
| Drumcondra FC                    | 3-2   | Brideville Football Club         | 13 janvier     |
| longford Town                    | 2-1   | Evergreen FC                     | 10 janvier     |
| Shamrock Rovers                  | 1-0   | Dolphin FC                       | 10 janvier     |
| Sligo Rovers                     | 6-1   | Bohemian FC                      | 10 janvier     |
| Waterford FC                     | 3-3   | Dundalk FC                       | 10 janvier     |
| Dundalk FC                       | 1-1   | Waterford FC                     | 14 janvier     |
| Waterford FC                     | 3-1   | Dundalk FC                       | 21 janvier     |

## Deuxième tour
Les matchs se déroulent le 7 février 1936. Le match d'appui se déroulent le 10 février.
| Club recevant                    | Score | Club visiteur    | Date           |
| -------------------------------- | ----- | ---------------- | -------------- |
| Cork FC                          | 0-0   | Fearons Athletic | 7 février 1937 |
| Cork FC                          | 0-1   | Fearons Athletic | 10 février     |
| Longford Town                    | 2-1   | Drumcondra FC    | 7 février      |
| Saint James's Gate Football Club | 6-2   | Sligo Rovers     | 7 février      |
| Waterford FC                     | 2-0   | Shamrock Rovers  | 7 février      |

## Demi-finales
| Première demi-finale | Waterford Football Club             | 4-1 | Longford Town Football Club | Dalymount Park, Dublin |  |
| 10 mars 1937         | O'Keeffe Tom Arrigan J.Walsh Phelan |     | P.Clarke                    |                        |  |

| Deuxième demi-finale | Saint James's Gate Football Club | 4-0 | Fearons Athletic | Dalymount Park, Dublin |  |
| 21 mars 1937         | W.Byrne (3) Comerford            |     |                  |                        |  |

## Finale
La finale a lieu le 18 avril 1937. Elle se déroule devant environ 24 000 spectateurs rassemblés dans le Dalymount Park à Dublin. Waterford remporte sa toute première compétition nationale en battant en finale le Saint James's Gate Football Club sur le score de deux buts à un.
| Finale        | Waterford Football Club | 2-1     | Saint James's Gate Football Club | Dalymount Park, Dublin                            |                                                   |
| 18 avril 1937 | Eugene Noonan 35e · Tim O'Feeffe 75e | (0-0)   | Billy Merry 80e | Spectateurs : 24 000 Arbitrage : J. Baylor (Cork) | Spectateurs : 24 000 Arbitrage : J. Baylor (Cork) |
| 18 avril 1937 | Alf Robinson, Hugh Foy, Jock McDonnell, Waltie Walsh, Terry Fulerton, Tom Arrigan, John 'Fatty' Phelan, George Gill, Eugene Noonan, Johnny McGourty, Tim O'Keeffe | Équipes | John Webster, Alec Stewart, Jimmy Daly, Joe O'Reilly, Charlie Lennon, Maurice Cummins, Billy Kennedy, Billy Merry, Alf Rigby, Dickie Comerford, Mattie Geoghegan | Spectateurs : 24 000 Arbitrage : J. Baylor (Cork) | Spectateurs : 24 000 Arbitrage : J. Baylor (Cork) |